# Museu do Desenho de Arquitetura
O Museu de Desenho de Arquitetura é um museu particular em Berlim, Alemanha, administrado pela Fundação Tchoban. Foi inaugurado em junho de 2013. Anualmente, tem três a quatro exposições compostas de desenhos colecionados pela Fundação Tchoban ou de obras emprestadas em colaboração com outros museus e instituições.

## Organização
A Fundação Tchoban é um fundo privado, com sede em Berlim, que administra o museu de modo a promover o desenho manual de arquitetura. Foi fundada pelo arquiteto Sergei Tchoban em 2009. O seu objetivo é fomentar o talento de jovens arquitetos para o desenho e tornar a coleção acessível para investigação.   Esses desenhos são expostos no Museu do Desenho de Arquitectura, bem como em museus por todo o mundo, com a curadoria do fundador, da Dr.ª Kristin Feireiss e da Dr.ª Eva-Maria Barkhofen.

## Coleção
A coleção de Sergei Tchoban começa com a compra de um desenho de Pietro di Gottardo Gonzaga. Hoje conta com mais de uma centena de obras que datam de vários períodos, desde o século XVI até à contemporaneidade. A fundação possui, por sua vez, centenas de desenhos de arquitetos internacionais dos séculos XX e XXI, assim como peças realizadas pelo próprio Tchoban.

## Edifício
Projetado pelo gabinete de Moscovo SPEECH Tchoban & Kuznetsov, o Museu de Desenho de Arquitetura, concluído em 2013, é um corpo sólido de quatro andares com um piso de vidro no coroamento. O perfil dos quatro andares é reminiscente de blocos empilhados aleatoriamente. A superfície fechada é detalhada em baixo-relevo com fragmentos ampliados de desenhos de arquitetura. As linhas da cofragem (com origem em Pietro Gonzaga e Angelo Toselli), tal como a cor do betão, referem-se à função do edifício como local de exposição de desenhos de arquitetura. A loja do museu e a biblioteca ficam no piso térreo. As salas do primeiro e segundo andar destinam-se a exposições temporárias. O depósito do museu fica no terceiro andar.